# Tomás de la Peña Saravia
Tomás de la Peña Saravia (Brizuela, Burgos, 1743-Ciudad de México, 1806) fue un misionero español.

## Biografía
Entró en la Orden de los Hermanos Menores (franciscanos) el 13 de noviembre de 1762 en Santander. Partió hacia las misiones en América en 1769. En el Colegio de San Fernando de México fue destinado a California a donde embarcó y tras un viaje con algunos contratiempos llegó a la misión de Nuestra Señora de Loreto en 1771. La misión de Loreto era la capital de las Californias y allí pasó a ser destinado a la misión de San José de Comodú, donde estuvo hasta septiembre de 1772, cuando partió al norte hacia la misión de San Diego.
En San Diego fue misionero hasta el 26 de septiembre de 1773, cuando acompañó a Francisco Palou a la misión de San Luis Obispo. En San Luis Obispo estuvo hasta el 11 de junio de 1774.
Participó en la exploración de las islas de Reina Carlota en el buque Santiago, bajo el mando de Juan Pérez, donde ejerció como capellán junto con Joan Crespí Fiol.
Se instaló en San Carlos de Borromeo el 24 de agosto de 1774 y estuvo ahí hasta 1776. Ese año, el 9 de octubre, partió hacia la misión de San Francisco de Asís y estuvo con fray José Murguía en el establecimiento de la misión de Santa Clara de Asís el 12 de enero de 1777. Estuvo en esa misión hasta enero de 1794 cuando, por motivos de salud, fue retirado al Colegio de San Francisco de Ciudad de México, al que se incorporó el 21 de diciembre. En el Colegio de San Francisco ejerció como consejero y también fue procurador de las misiones de California.